# ريفرز هوبرز
ريفرز هوبرز (بالإنجليزية: Rivers Hoopers)‏ هو نادي كرة سلة نيجيري من بورت هاركورت، ولاية ريفرز. يلعب النادي في دوري أفريقيا لكرة السلة (BAL). تأسس عام 2009 باسم رويال هوبرز (بالإنجليزية: Royal Hoopers)‏، ويلعب في الدوري النيجيري لكرة السلة.